# Метод постоянных раздражителей
Метод постоянных раздражителей (МПР) — один из классических психофизических методов измерения чувствительности на основе определения относительной частоты ответов испытуемого на каждый из предъявляемых стимулов. При помощи метода измеряются разностный и абсолютный пороги, константная ошибка, точка субъективного равенства и интервал неопределённости.
Метод был разработан в 1860 году Г. Фехнером для измерения порогов чувствительности. В русскоязычной литературе данный метод можно встретить под разными названиями: «метод констант», «частотный метод», «метод истинных и ложных случаев».
По сравнению с другими классическими методами психофизики метод постоянных раздражителей является самым точным и надёжным, поскольку его процедура исключает ошибку привыкания и ожидания, а получение большого количества ответов от испытуемых повышает надежность измерения порога. Кроме того, метод оказался одним из наиболее гибких среди классических методов, так как получаемые им результаты находили объяснение в русле самых различных психофизических концепций.

## Процедура определения разностного порога
Для начала процедуры определения разностного порога при помощи метода постоянных раздражителей требуется провести предварительные испытания для ориентировочного определения пороговой зоны. Это тот диапазон различения стимулов, на границах которого испытуемый начинает практически всегда обнаруживать предъявляемый стимул или «ощущать отличие эталонного стимул от сравниваемого». После чего выбираются от 5-7 (или более) стимулов в пределах этой зоны. Они выбираются из расчёта на то, что самый слабый стимул вызывал среди всех стимулов ответ «больше» в 5-10 % случаев, а самый сильный в 90-95 %. Ещё одним условием, которое необходимо соблюдать, является расстояние между стимулами, которое должно быть одинаковым на стимульной оси.
Для определения разностного порога выбранные стимулы предъявляются парами (эталон и сравниваемый) одновременно или последовательно. Стимульная последовательность является случайной, но сбалансированной (каждая пара предъявляется равное количество раз, а частота предъявления пар распределена в последовательности равномерно). Стимульная последовательность составляется исследователем заранее и испытуемому неизвестна. Каждая пара стимулов предъявляется 20-200 раз в зависимости от необходимой точности определения порога и условий проведения опыта.
Существует несколько способов объединения стимулов в пары, чаще всего фиксируют место эталона и сравниваемого стимула в паре. Это позволяет уменьшить вариативность результатов опыта. Но вызывает пространственную и временную ошибку. Пространственную ошибку можно учесть, деля процедуру на подсерии, и в первой половине подсерий предъявлять эталон слева, а во второй справа. Временную можно учесть аналогичным образом.
В каждой пробе испытуемый должен сказать возникло ли у него ощущение различия и каково оно. Следовательно, ответ будет в форме — «больше»/«меньше»/«равно», что соответствует трёхкатегориальной системе ответов. Кроме того, используется форма ответов «больше»/«меньше», она соответствует двухкатегориальной системе ответов.
Разностный порог (DL) вычисляется из пропорций суждений разного рода на каждую пару стимулов по формуле: {\displaystyle DL=Q={\frac {(S_{\text{0.75}}-S_{\text{0.25}})}{2}}}. То есть как половина интервала неопределённости: {\displaystyle DL={\frac {IU}{2}}}

### Психометрическая функция в двухкатегориальной системе ответов
Если испытуемый дает только 2 категории ответов («больше» / «меньше»), то пропорцию ответов «больше» удобно использовать при представлении результатов эксперимента в виде графика, называемого психометрической функцией. На абсциссе откладывается физическая мера стимулов, а на ординате для каждого стимула указана пропорция ответов «больше» или «меньше». Точки, описывающие ответные данные, образуют кривую S-образной формы.
Психометрическая функция — это функция вероятности {\displaystyle P} аргумента {\displaystyle S}. Её свойствами являются монотонность, возможность взять производную в каждой точке и ограниченность 0 и 1. Оценкой её значений служат пропорции ответов «больше» или «меньше».
На практике используются два варианта построения психометрической функции. Первый — с помощью линейной интерполяции отдельных участков психометрической функции в линейных координатах. Второй — вся психометрическая функция аппроксимируется функцией нормального распределения, которое в нормальных координатах является прямой линией.

##### Параметры психометрической кривой в двухкатегориальной системе ответов
Мерой центральной тенденции является медиана (Md) или среднее арифметическое. Мерой изменчивости является полумежквартильный размах (Q) или стандартное отклонение (σ).
Перпендикуляр из медианы (Md) дифференцированной кривой распределения делит площадь под кривой пополам. Так как площадь под кривой равна единице, то, соответственно, половина будет равна 0.5: {\displaystyle M_{d}=S_{\text{0.5}}}
{\displaystyle Q={\frac {(S_{\text{0.75}}-S_{\text{0.25}})}{2}}}
В симметричном распределении медиана и среднее арифметическое совпадают, а меры изменчивости строго соотнесены: {\displaystyle \sigma =1.483Q}
- Интервал неопределённости (IU) оценивается через межквартильный размах: {\displaystyle IU=(S_{\text{0.75}}-S_{\text{0.25}})}
- Точка субъективного равенства (PSE) определяется как медиана: {\displaystyle PSE=M_{d}}
- Константная ошибка (CE) определяется как несовпадение медианы со стандартным стимулом: {\displaystyle CE=M_{d}-S_{\text{st}}}
- Разностный порог (DL) определяется как половина интервала неопределённости (IU) и, соответственно, он равен полумежквартильному размаху кривой: {\displaystyle DL=Q={\frac {(S_{\text{0.75}}-S_{\text{0.25}})}{2}}}

### Психометрическая функция в трёхкатегориальной системе ответов
В случае если испытуемый даёт 3 категории ответов, строятся 2 кривые — кривая ответов «больше» и кривая ответов «меньше», которые строятся по такому же принципу, как и в двухкатегориальной системе.

#### Параметры психометрической кривой в трёхкатегориальной системе ответов
Медиана кривой ответов «меньше» является оценкой нижнего разностного порога. Медиана кривой ответов «больше» — верхнего разностного порога. Расстояние между ними определяется как интервал неопределённости, центром которого является точка субъективного равенства.
Разностный порог может быть высчитан двумя способами — как половина интервала неопределённости или как полумежквартильный размах кривой ответов «больше»/«меньше». Преимуществом второго варианта является независимость от частоты появлений ответов «равно».
Интервал неопределённости зависит от инструкции испытуемому, так как благодаря инструкции экспериментатор управляет частотой ответа «равно». С уменьшением количества ответов «равно», уменьшается интервал неопределённости и, соответственно, разностной порог, но полумежквартильный размах увеличивается. С увеличением количества ответов «равно», увеличивается интервал неопределенности и, следовательно, разностный порог тоже увеличивается, однако, полумежквартильный размах уменьшается. Следовательно, данные параметры измеряют разные величины. Поэтому предпочтительнее в МПР использовать две категории ответов. Если же используется трех категориальные ответы, то рекомендуется обрабатывать результат как в двух категориальных ответах, то есть делением ответов «равно» между крайними категориями («больше»/«меньше») пополам или пропорционально.

## Процедура определения абсолютного порога
Процедура определения абсолютного порога схожа с процедурой определения разностного порога. Отличиями в данной процедуре является лишь тот факт, что в каждой пробе испытуемому предъявляется один из нескольких (5-9) постоянных стимулов, на который испытуемый даёт один из двух возможных ответов. («да» / «нет») Порядок так же является случайным и сбалансированным.
По полученным в эксперименте частотам ответов на каждый стимул строится психометрическая функция.
Абсолютный порог определяется как 50 % точка кривой, то есть мера центральной тенденции, а именно медиана. Меры изменчивости, описывающие полученное распределение, полумежквартильный размах и стандартное отклонение, характеризуют наджность оценки порога.

## Варианты метода постоянных раздражителей

### Метод приращения
Особенностью данного метода является непрерывное предъявление участнику исследования стандартного стимула, к которому периодически добавляются приращения. Испытуемый отвечает, заметил ли он приращение, в терминах — «Да»/«Нет» или же «Вижу» / «Не вижу». Разностным порогом является приращение стимула, заметное в 50 % случаев. В методе приращений измеряется разностный порог реакции, который высчитывается как половина интервала неопределённости.
Наличие перерывов между экспериментальными сериями с разными величинами приращений является недостатком этого метода, так как допускает направленное изменение характеристик испытуемого в отношении приращений разной величины.

### Метод ABX
В этом методе испытуемому предъявляется последовательно 3 стимула. Они обозначаются как {\displaystyle A}, {\displaystyle B} и {\displaystyle X} соответственно. Первые два стимула различаются величиной исследуемого параметра; в качестве третьего стимула (X) используется либо A, либо B. Испытуемый должен определить, какой из стимулов был X. При условии запрещения ответов «равно», метод сводится к двухкатегориальному варианту метода констант. Он широко применяется в прикладных исследованиях, где обычно используются сложные стимулы, которые нетренированный испытуемый затрудняется классифицировать в терминах «больше» — «меньше», но хорошо понимает и может выполнить задачу идентификации, когда от него не требуется вынесения суждения только по одному из одновременно меняющихся сенсорных признаков при изменении физических параметров стимула.